# أنطون فورست
أنطون فورست (بالإنجليزية: Anton Furst)‏ هو منتج أفلام أمريكي، ولد في 6 مايو 1944 في لندن في المملكة المتحدة، وتوفي في 24 نوفمبر 1991 في هوليوود في الولايات المتحدة.

## وصلات خارجية
- أنطون فورست على موقع IMDb (الإنجليزية)
- أنطون فورست على موقع تيرنر كلاسيك موفيز (الإنجليزية)
- أنطون فورست على موقع قاعدة بيانات الفيلم (الإنجليزية)